# Holiday Affair
Holiday Affair är en amerikansk romantisk komedifilm från 1949 i regi av Don Hartman. I huvudrollerna ses Robert Mitchum och Janet Leigh.

## Handling
En ung änka lyckas få en försäljare avskedad i jultider och sedan kan de inte sluta stöta ihop med varandra. Till hennes fästmans förtret men till sin sons glädje.

## Rollista i urval
- Robert Mitchum - Steve Mason
- Janet Leigh - Connie Ennis
- Wendell Corey - Carl Davis
- Gordon Gebert - Timmy Ennis
- Griff Barnett - Mr. Ennis
- Esther Dale - Mrs. Ennis
- Henry O'Neill - Mr. Crowley
- Harry Morgan - polis
- Larry J. Blake  - klädförsäljare
- Helen Brown - Emily, Mr. Crowleys sekreterare
- Frances Morris - Mary, hembiträde